# Кристин Ченоует
Кристин Ченоует (енгл. Kristin Chenoweth; Брокен Ароу, 24. јул 1968) америчка је певачица и филмска, телевизијска и позоришна глумица, добитница награда Еми и Тони.
Као дете, певала је госпел музику у Оклахоми и учила је певање за оперу, док није одлучила да почне каријеру у позоришту.